# Bob McAdoo
Robert Allen "Bob" McAdoo (Greensboro, Sjeverna Karolina, 25. rujna 1951.) umirovljeni je američki profesionalni košarkaš. Igrao je na poziciji krilnog centra ili centra. Izabran je u 1. krugu (2. ukupno) NBA drafta 1972. od strane Buffalo Bravesa. U svojoj četrnaestogodišnjoj NBA karijeri ostvario je mnoge uspjehe. Igravši za brojne NBA momčadi osvojio je 2 NBA prstena, jedanput je proglašen za najkorisnijeg igrača lige te je jednom izabran za novaka godine. McAdoo je peterostruki NBA All-Star, te je dva puta biran u All-NBA momčad i tri puta bio je najbolji strijelac lige. Ušao je u Kuću slavnih 2000. godine.

## Rani život
McAdoo je rođen u gradu Greensboro u saveznoj državi Sjeverna Karolina. Već od ranog djetinjstva, McAdoo je pokazao zanimanje za košarku. Bio je najbolji srednjoškolski igrač u državi i u posljednjem razredu odveo je svoju momčad sve do polufinala. Iste godine bio je i državni prvak u skoku u vis. Iako je bio vrlo talentiran košarkaš, McAdoo je bio izrazito slab učenik. Njegov prosjek ocjena nije mu omogućio odlazak na poznato lokalno sveučilište Sjeverna Karolina te je bio prisiljen na pohađanje više škole Vinceness gdje je u dvije godine bio prvi strijelac i skakač momčadi. Budući da su mu se ocjene popravile, McAdoo je dobio priliku za odlazak na sveučilište Sjeverna Karolina. Pod vodstvom trenera Deana Smitha, McAdoo je odveo Tar Heelse do omjera 29-5 i polufinala NCAA prvenstva, tzv. Final Foura. U polufinalu su ispali od sveučilišta Florida State iako je McAdoo odigrao sjajno i postigao 24 poena i 15 skokova. Nakon jedne sezone na sveučilištu, McAdoo se odlučio na odlazak na NBA draft, a kao glavni razlog odlaska naveo je obiteljsko siromaštvo.

## NBA karijera
Izabran je kao drugi izbor NBA drafta 1972. od strane Buffalo Bravesa. Zbog svoje građe, McAdoo je skoro pola sezone proveo na poziciji niskog krila koja mu nimalo nije odgovarala, ali drugi dio sezone prebačen je na poziciju centra. Na toj poziciji, McAdoo se sjajno snašao te je s prosjekom od 18 poena i 9.1 skokova izabran za novaka godine. Iduće sezone, nakon dolazaka nekoliko sjajnih igrača, Bravesi napreduju za 20 pobjeda više nego prošle sezone, a McAdoo je s prosjekom od 30.6 poena, 15.2 skokova i 3.3 blokada, prvi strijelac, treći skakač i treći bloker lige. Od te sezone do danas, niti jedan igrač nije uspio u jednoj sezoni ostvariti prosjek veći od 30 poena i 15 skokova. Te sezone McAdoo je završio drugi, iza Kareema Abdula-Jabbara, u poretku za najkorisnijeg igrača lige te odvodi Bravese do doigravanja. U prvom krugu doigravanja, Bravesi se susreću s kasnijim prvacima Boston Celticsima i unatoč sjajnom McAdoou, koji je tijekom serije prosječno postizao 31.7 poena i 13.7 skokova po utakmici, gube ukupnim rezultatom 4-2. 
U sezoni 1974./75. McAdoo je igrao još bolje te je prosječno postizao 34.5 poena, 14.1 skokova i 2.1 blokadu po utakmici, uz šut iz igre od 51.2%. Kao i prethodne sezone, McAdoo je odnio naslov najboljeg strijelca lige, te je odveo Bravese do trećeg najboljeg omjera lige i najboljeg omjera u povijesti franšize, 49-33. Te sezone izabran je za najkorisnijeg igrača lige te je predvodio glasovanje za All-Star utakmicu. U polufinalu doigravanja, u sedam nevjerojatnih utakmica, Bravesi ispadaju od Washington Bulletsa. U tih sedam utakmica serije, McAdoo je imao nevjerojatan prosjek od 37.4 poena, 13.4 skokova i 2.7 blokada po utakmici. Za tu izvedbu, košarkaški magazin "Sports Illustrated", McAdooa je nazvao "najbržim centrom, najboljim šuterom i najdominantnijim strojem za koševe s distance u povijesti košarke". Iduće sezone, u dobi od samo 23 godine, McAdoo je osvojio svoj treći naslov za najboljeg strijelca lige, a poslije sezone i velika košarkaška legenda, Bill Russell, pokazao je podršku još uvijek mladom i pomalo bahatom McAdoou. Te sezone McAdoo je ponovno bio vrlo blizu nagrade za najkorisnijeg igrača lige, ali je i ovaj puta bio bolji Jabbar, kojem je to bila četvrta nagrada za najkorisnijeg igrača lige. U doigravanju, Bravesi su po prvi puta prošli doigravanje, pobijedivši Sixerse rezultatom 2-1. U polufinalu doigravanja, Bravesi se ponovno susreću s Boston Celticsima koji su i ovaj puta bili bolji te su kasnije i osvojili NBA naslov. 
Na All-Star utakmici 1976., McAdoo je briljirao s 30 poena i 10 skokova, ali je nagrada za najkorisnijeg igrača All-Star utakmice otišla Juliusu Ervingu. Te 1976. Bravesi su doveli dvojicu sjajnih mladih igrača, Mosesa Malonea i Adriana Dantleya. Međutim, nakon samo dvije utakmice Malone je mijenjan te se time razišla najvjerojatnije buduća pobjednička momčad. Tu zamjenu McAdoo je primio teško te je još uz svoju tešku narav pridonio pogoršavanju odnosa s upravom kluba. Jednom prilikom McAdoo je zatražio poštedu kluba zbog bolova u leđima na što je vlasnik Bravesa, Paul Snyder, kritikama kako McAdoo simulira preporučio drugo liječničko mišljenje. Kada je to uvrijeđeni McAdoo odbio, Snyder ga je suspendirao na samo jednu utakmicu, ali odnosi između njih dvojice su se jako pogoršali. Svjestan toga da će McAdoo na kraju sezone tražiti veliki ugovor, Snyder ga, sredinom sezone 1976./77., mijenja u New York Knickse za Johna Gianellija i novac. U prvoj pravoj sezoni u dresu Knicksa bio je treći strijelac lige te ih je vodio do drugog kruga doigravanja, ali na sredinom iduće sezone Knicksi ga iznenađujuće mijenjaju u Boston Celticse. Ovu zamjenu organizirao je vlasnik Celticsa John Brown, ali bez pristanka generalnog upravitelja Reda Auerbacha i igrača/trenera Davea Cowensa. Saznavši da su u toj zamjeni Celticsi, za McAdooa, dali čak tri izbora prvog kruga drafta Auerbach je poludio te je zamalo dao ostavku i otišao u New York. 
McAdoo je u to vrijeme imao status egocentričnog i sebičnog igrača koji samo igra za svoju statistiku te se uopće nije uklapao u buduće planove Celticsa. U 20 odigranih utakmica u dresu Celticsa, McAdoo je prosječno postizao 20.6 poena i 7.1 skokova za 32 minute u igri. Nakon završetka sezone, McAdoo je mijenjan u Detroit Pistonse u zamjenu za M. L. Carra i dva izbora na draftu. Već u prvoj sezoni u dresu Pistonsa, McAdoo je pretrpio seriju ozljeda te je odigrao samo 58 utakmica što je rezultiralo negativnim omjerom od čak 16-66. Iduće sezone, odigrao je samo šest utakmica te je tužio Pistonse zbog nestručne liječničke pomoći što je rezultiralo njegovim otpuštanjem. Pred kraj sezone, McAdoo potpisuje za New Jersey Netse i uzima jedini put u karijeri, broj 21. Nakon deset odigranih utakmica, McAdoo i uprava Netsa nisu se mogli dogovoriti oko novog ugovora te su ga 1981. godine mijenjali u Los Angeles Lakerse. U Lakersima, McAdoo je preuzeo ulogu glavne zamjene za Jabbara. Minutaža mu je smanjena na samo 18 minuta po utakmici, ali i za to vrijeme McAdoo postiže sjajne brojke od 9.6 poena i 3.9 skokova po utakmici. U doigravanju, trener Lakersa, Pat Riley, polagao je veliko povjerenje u McAdooa koji mu je uzvratio sjajnim prosjekom od 16.7 poena i 6.8 skokova za manje od 28 minuta. U finalu susreli su se sa Sixersima koje su s lakoćom svaladali rezultatom 4-2, a McAdoo je u posljednjoj šestoj utakmici serije postigao 16 poena, 9 skokova i 3 blokade. 
Sljedeće dvije sezone, McAdoo je bio jedan od najboljih šestih igrača lige, ali unatoč tome, Lakersi su izgubili dva finala od Celticsa i Sixersa. U sezoni 1984./85. Lakersi su ponovno odigrali sjajno te su ostvarili još jedno finale. U devetom međusobnom finalnom susretu protiv Celticsa, Lakersi su bolji u šest utakmica, a McAdoo osvaja svoj drugi NBA prsten. Pred početak iduće sezone, Lakersi na draftu izabiru A. C. Greena i potpisuju Mauricea Lucasa te McAdoo postaje prekobrojan te biva otpušten. Nedugo zatim, McAdoo potpisuje za Sixersima te postaje zamjena Mosesu Maloneu i Charlesu Barkleyu. Za 21 minutu u igri, McAdoo je prosječno postizao 10.1 poena i 3.6 skokova po utakmici. U drugom krugu doigravanja Sixersi se susreću s Milwaukee Bucksima te još jednom ispadaju iz doigravanja. McAdoo je otpušten te je nakon mnogo razmišljanja potpisao za talijansku Olimpiju Milano te nakon četrnaest NBA sezona odlazi u Europu.

## Europa
Prve utakmice za Olimpiju Milano ostvario je na inaugularnom McDonald's Open turniru na kojem je briljirao. Iako su poraženi od Milwaukee Bucksa i strašne reprezentacije bivšeg SSSR-a, McAdoo je u prosjeku postizao čak 42 poena po utakmici. Već u prvoj sezoni osvojio je četiri trofeja. Uz talijansko prvenstvo i kup, osvojili su Kup prvaka i Interkontinentalni kup. U finalu protiv Maccabija bio je najbolji igrač s 21 poenom. Godinu dana kasnije u reprizi finala protiv Maccabija bio je još bolji, postigao je 25 poena i 12 skokova. Nakon četiri sezone i šest trofeja prelazi u momčad Filanto Forli. Nakon samo dva nastupa teško se ozlijedio te je prekinuo igračku karijeru. U Italiji je odigrao ukupno sedam sezona te je ostvario prosjeke od 27.0 poena i 8.9 skokova, uz šut iz 52.3%. U ljeto 1995. godine, njegov omiljeni trener, Pat Riley, pozvao ga je da mu se pridruži kao pomoćni trener Miami Heata i McAdoo tu dužnost obavlja i danas.

## Vanjske poveznice
- Povijesni profil na NBA.com
- Trenerski profil na NBA.com
- Profil  Arhivirana inačica izvorne stranice od 9. svibnja 2012. (Wayback Machine) na Basketball-Reference.com
- Profil  Arhivirana inačica izvorne stranice od 14. veljače 2021. (Wayback Machine) na Basketpedya.com
- Profil na Euroleague.net